# Stará synagoga v Měcholupech
Stará synagoga se v Měcholupech v okrese Louny nachází v domě čp. 100 v západní části obce, napravo od silnice vedoucí do Železné. Jde o budovu neznámého stáří bez jakýchkoliv slohových prvků. Postavena je z opuky a cihel, a nemá žádná okna. Je využívána jako stodola.